# ド・ヘイヴン (DD-469)
ド・ヘイヴン (USS De Haven, DD-469) は、アメリカ海軍の駆逐艦。フレッチャー級駆逐艦の一隻。艦名は19世紀のアメリカ海軍士官で探検家でもあったエドウィン・ド・ヘイヴン中尉に因む。第二次世界大戦におけるフレッチャー級駆逐艦初の喪失艦で、竣工後わずか133日でその艦歴を閉じた。

## 艦歴
「ド・ヘイヴン」はメイン州バスのバス鉄工所社で1941年9月27日に起工し、1942年6月28日にド・ヘイヴン中尉の孫娘にあたるド・ヘイヴン夫人によって進水。艦長チャールズ・E・トールマン中佐の指揮下1942年9月21日に就役し、太平洋艦隊へ配属される。
就役後、「ド・ヘイヴン」は戦艦「インディアナ (USS Indiana, BB-58)」、軽巡洋艦「コロンビア (USS Columbia, CL-56)」などとともに11月14日にハンプトン・ローズを出港し、11月28日にトンガタプ島に到着。以降、1942年8月以来続くガダルカナル島の戦いに後詰として送られる海兵隊員を乗せた輸送船団を護衛に従事することとなる。12月7日から14日にかけて、「ド・ヘイヴン」はヌメアおよびエスピリトゥサント島を拠点にガダルカナル島への輸送船団の護衛にあたり、1943年1月には、いわゆる「東京急行」をけん制するためコロンバンガラ島へ二度ほど艦砲射撃を行った。
1943年2月1日、「ド・ヘイヴン」は駆逐艦「ニコラス (USS Nicholas, DD-449)」とともに高速輸送艦「ストリングハム (USS Stringham, APD-6)」および6隻の戦車揚陸艇を伴い、島内に残存する日本軍への圧力のため、ガダルカナル島西岸部のベラヒュー地区に歩兵部隊を揚陸させた。午後には2隻の戦車揚陸艇を伴ってガダルカナル島に向かうが、この時、ケ号作戦の支援となる日本軍航空機の接近が予告されていた。護衛の零戦40機とともにツラギ方面に来襲した九九式艦上爆撃機13機は、ツラギからルンガ岬方向へ移動していたところ、「巡洋艦2隻と駆逐艦3隻」（実際には「ド・ヘイヴン」および「ニコラス」と戦車揚陸艇）を発見して攻撃に移る。「ド・ヘイブン」もこの攻撃隊を発見し、そのうちの6機が自艦目がけて突入してくるのが見えたため、対空砲火で応戦した。突入してきた6機のうち3機は撃墜できたが、彼らその前に爆弾を投じていた。3発の爆弾が命中し、さらにニアミスによって損傷する。3発のうち1発は艦橋上部に命中し、トールマン艦長以下の幹部をなぎ倒した。この被弾で艦を動かす手段は失われ、「ド・ヘイヴン」はサボ島の東2マイルの地点で沈没。「ニコラス」も至近弾で損傷した。「ド・ヘイヴン」が護衛していた戦車揚陸艇が救助作業を行った。「ド・ヘイヴン」ではトールマン艦長以下167名が戦死し、38名が負傷した。日本側はこの攻撃で「巡洋艦1隻撃沈、1隻小破」と報告した。
「ド・ヘイヴン」は第二次世界大戦の戦功で1個の従軍星章を受章した。